# 淀古城
淀古城（よどこじょう）は、京都府京都市伏見区納所（のうそ）北城堀にあった日本の城。納所は木津・桂・宇治の三川が合流するポイントの北岸にあたりに築城され、3面を川に囲まれた天然の要害で、古くからの商業地「淀」の中核都市であった。

## 沿革

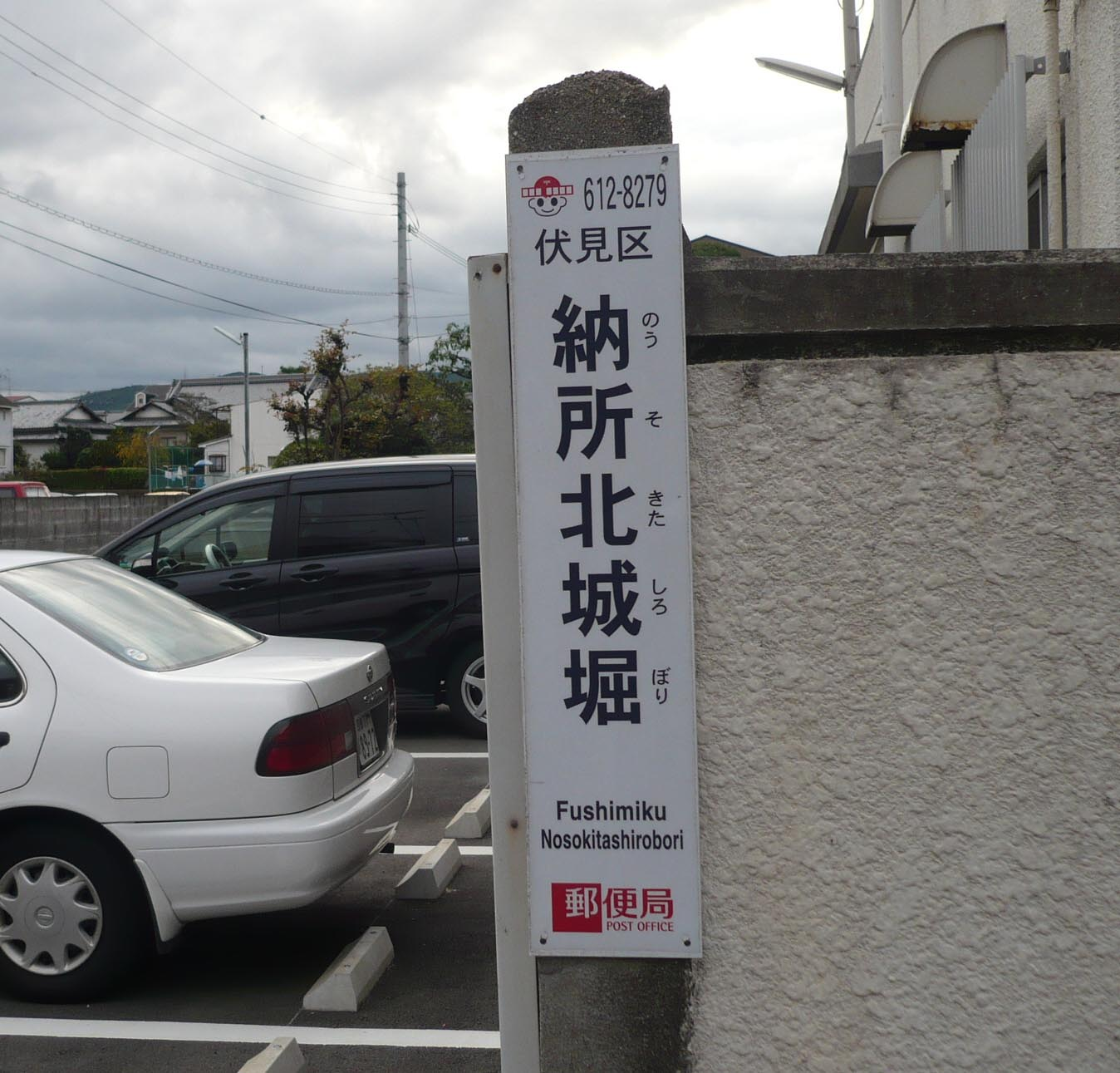
納所北城堀の標札。地名が僅かにその面影を留めているのみ。

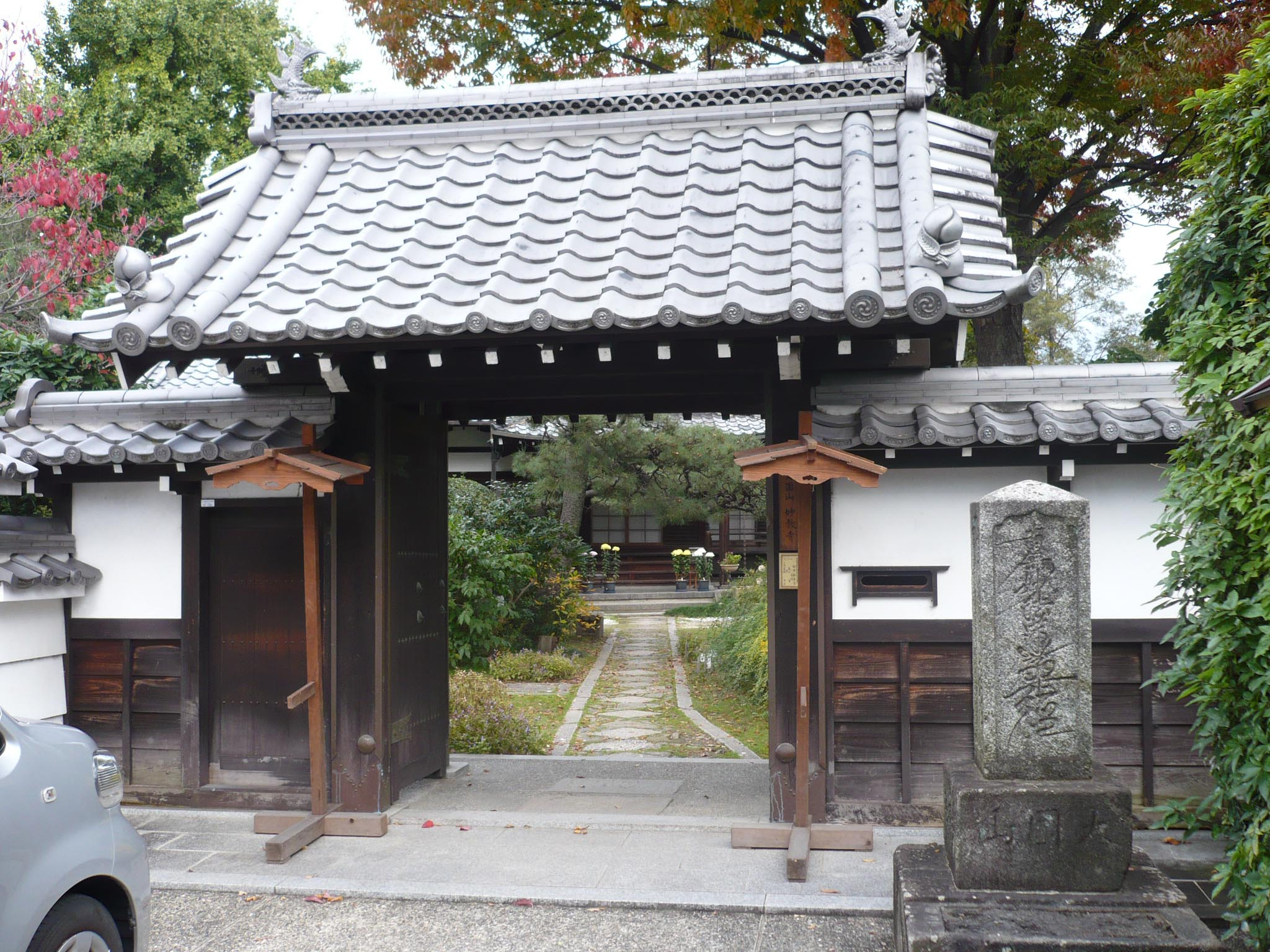
妙教寺の山門/淀古城の石碑がある

この城の文献上初見は『東院年中行事』の文明10年（1478年）8月1日に｢山城守護代遊佐弾正の代（中略）神保与三佐衛門淀へ入部す｣とあり山城の守護所として記されている。守護畠山政長が応仁の乱に西軍の畠山義就に備えるため、守護所を勝竜寺城から当城に移したのではないかと思われている。その後明応2年（1493年）以降に細川氏が山城を掌握すると守護代級の被官によって守衛され、摂津と河内の抑えの城として使用されてきた。

### 第一次淀古城の戦い
1504年（永正元年）に入ると赤沢朝経と細川政元が対立するようになる。政元は同年3月9日に摂津守護代の薬師寺元一に槇島城を攻城するように命じたが、赤沢軍は600–700兵を従えて城から撤兵したようである。それを知った畠山尚順軍は槇島城と並び交通、軍事の要所であった淀古城を攻城してきた。細川軍は神保与三佐衛門を城主としていたようだが、薬師寺元一、薬師寺長忠兄弟、香西元長、内藤軍も入城させ、畠山軍からの攻城戦に備えた。
このとき別の局面が展開される。細川軍に属していた薬師寺元一が、政元の養子細川澄元を擁立し、政元に謀反を仕掛けた。これに呼応した山城国人衆と、赤沢軍が、援軍として淀古城に籠もった。しかし、元一の弟長忠は、細川軍に属したまま兄と袂を分かち、香西元長と共に淀古城を攻城、淀古城は細川軍の手に落ちた。淀古城に籠もっていた四宮長能は自害、元一は捕えられ同年9月20日京で自害、赤沢朝経は大和へ敗走した。
この戦いが契機となり畠山氏と細川氏との対立が本格化、山城、河内、和泉、摂津、大和に戦線が拡大していく。この戦いでは細川軍に属した薬師寺長忠、香西元長であったが、3年後の1507年（永正4年）に永正の錯乱で政元を暗殺、政元のもう1人の養子細川澄之を擁立したが、すぐに澄元一派に反撃され、澄之と共に戦死した。
その後細川氏の被官が代々淀古城を治めていたが、細川政権から三好政権に移っていき、1559年（永禄2年）には三好長慶が畿内を統一すると淀古城も細川氏綱が城主となったが、1564年（永禄7年）に氏綱が死去すると、長慶の甥に当たる三好義継が城主となり、ついで松永久秀方の武将が城主となったようである。しかし、1566年（永禄9年）7月に勝竜寺城と共に三好三人衆軍に攻城されると、三好長逸方の金子某が城主となったようである。1568年（永禄11年）に織田信長が上洛を果たすと、淀古城も織田軍の焼き討ちにあい、落城してしまった。

### 第二次淀古城の戦い

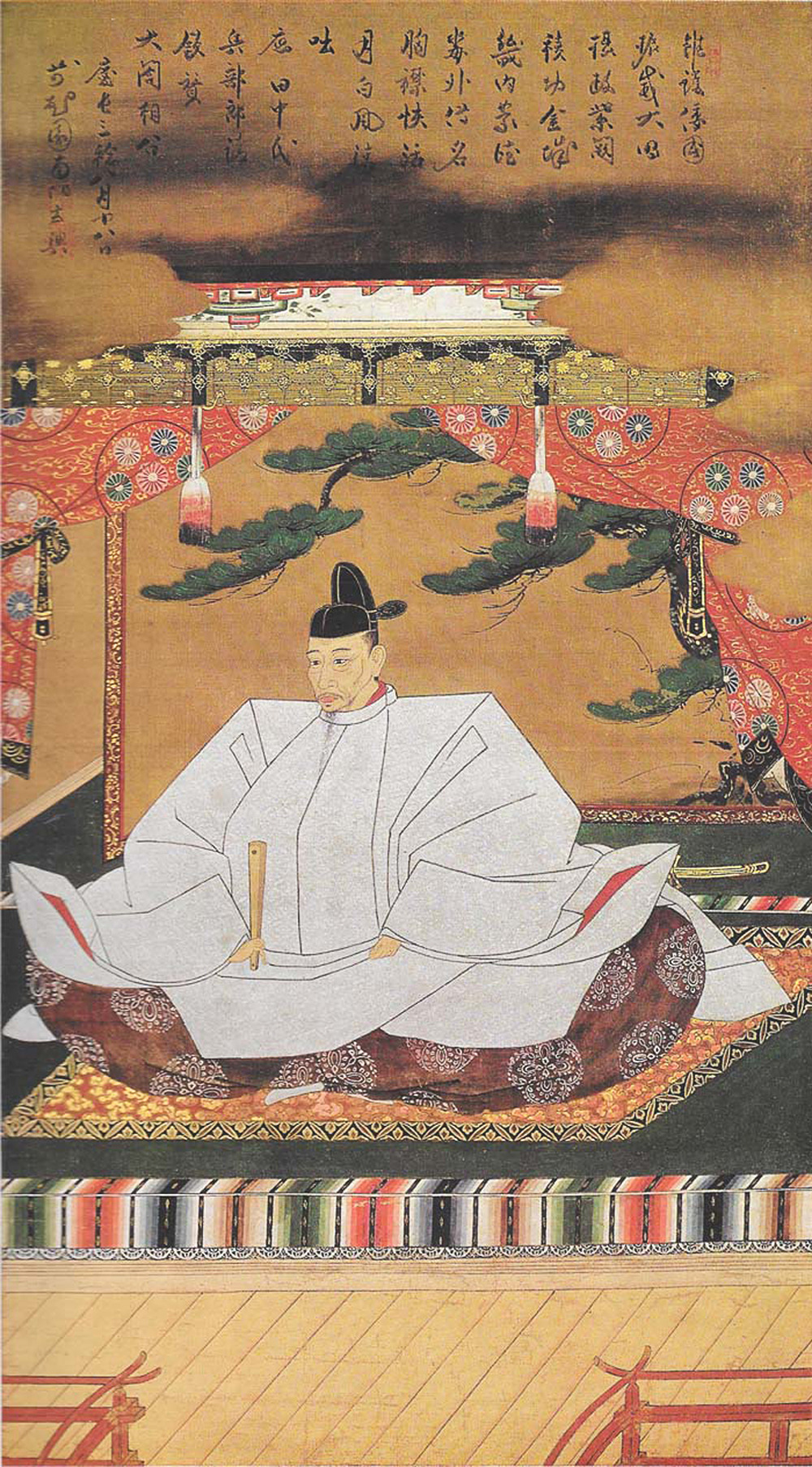
豊臣秀吉像

1573年（元亀4年）2月に、信長と対立していた15代将軍足利義昭は反信長を決意し、二条御所で自ら兵をあげた。しかし、信長は岐阜城を出立、二条御所を攻囲した。この時は正親町天皇の勧告により二条御所を信長に明け渡したが、同年7月に槇島城に籠城し再び信長討伐の兵を挙げた。義昭の要請に応じたのが三好三人衆の1人岩成友通で、淀古城に立て篭もったが、槇島城が織田軍に攻城され（槇島城の戦い）、義昭は信長に質子を入れ降伏し、河内に逃亡した。
一方、淀古城に立て篭もる岩成軍に対しては、木下秀吉（羽柴秀吉）隊が対した。秀吉は淀古城の番頭大炊頭義元、諏訪飛騨守三將らを味方につけ､更に信長は近隣の勝竜寺城城主細川藤孝に出軍を命じ攻城軍に加わった。これに対応するため友通は淀古城を出軍し応戦したようである。防御施設が整っている城からわざわざ討って出たのは番頭大炊頭、諏訪三將らが進言したためと言われている。友通は奮戦したが、最後には細川藤孝の家来下津権内に首を取られた。
首は近江の高島に出軍中の信長の元に届けられ、比類なき働きに嘉賞し着ていた胴衣をかけたと『信長公記』には記されている。

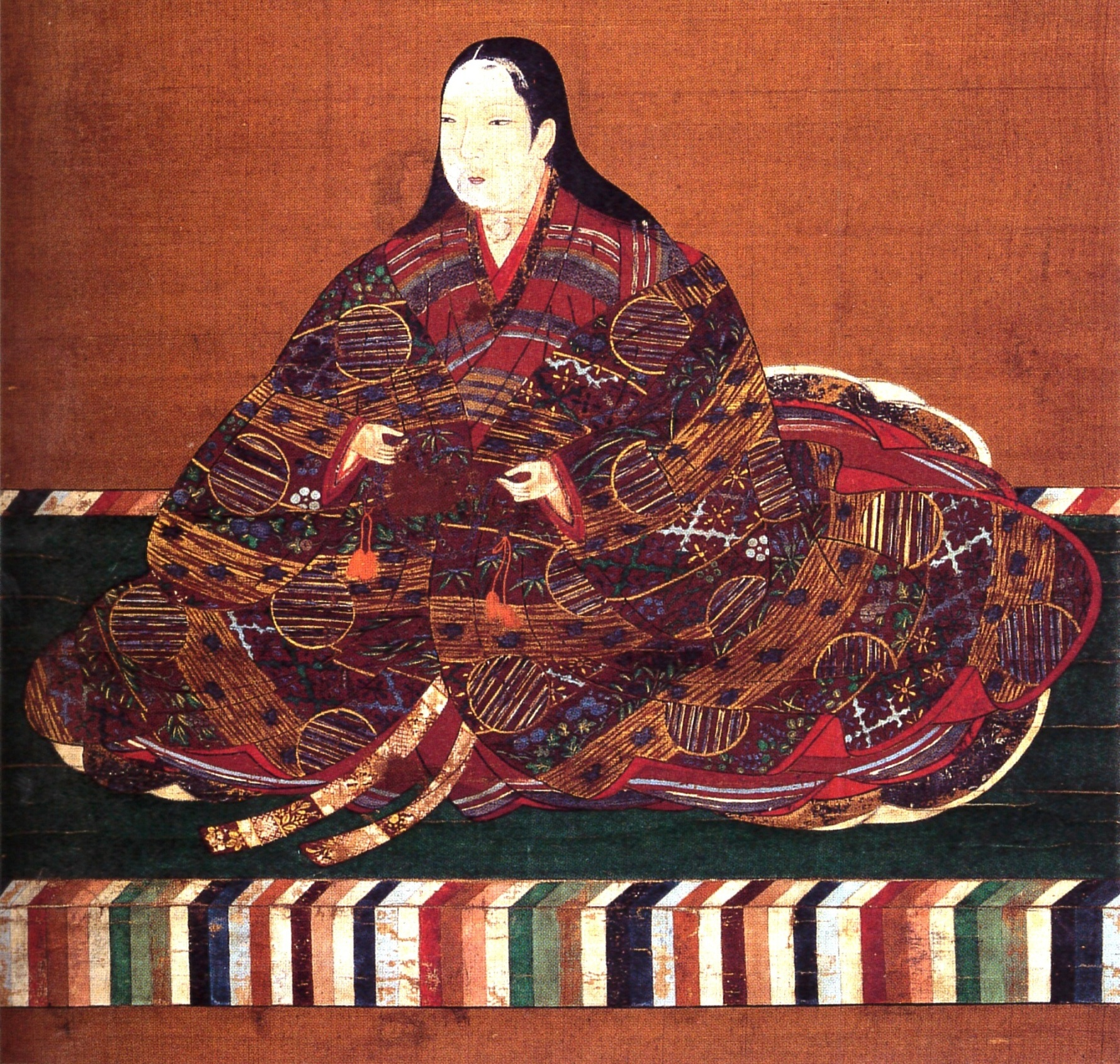
伝 淀殿画像

1582年（天正10年）6月の本能寺の変の後、『兼見卿記』によると明智光秀が淀古城を改修したと記録され、秀吉と光秀の山崎の戦いでも利用された。秀吉の天下となってからは、1589年（天正17年）3月に、秀吉の弟豊臣秀長が淀古城を改修し、秀吉が側室茶々に与え産所とした。これにより茶々は「淀殿」と呼ばれるようになる。この城で鶴松が産まれるが、1591年（天正19年）に死去してしまった。

鶴松が死亡した後は、甥の秀次が秀吉の養子となるが、淀殿が秀頼を産むと秀吉と軋轢が生じ、1595年（文禄4年）、切腹。家老でこの城の最後の城主であった木村重茲も連座、城も廃城となった。

## 城郭

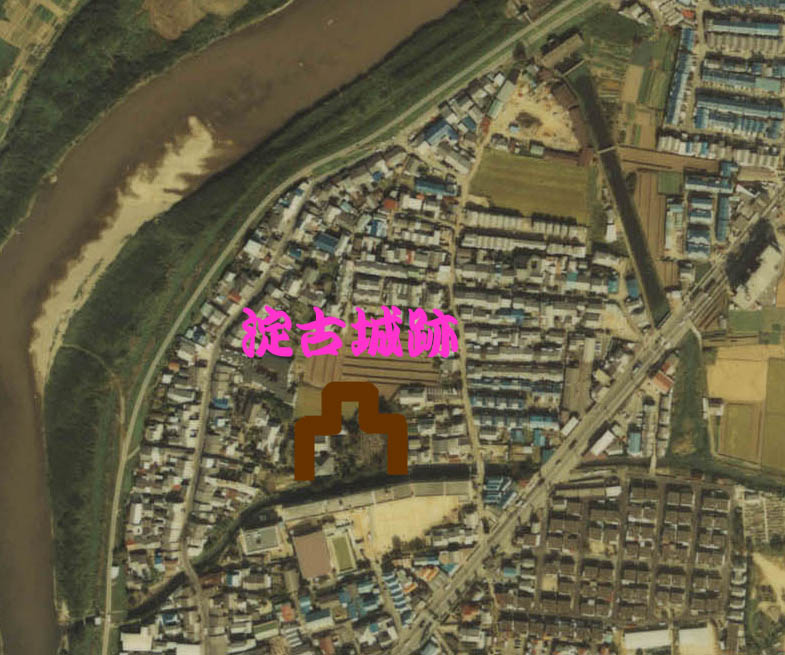
淀古城の推定城郭部分/

淀古城は水陸交通の要街として槇島城と並ぶ山城国洛南の二大軍事拠点の一つであった。また西国方面の海産物の集荷市場、魚市場があり、対岸の山崎城と並んで京都の要害で、淀古城の東側には現在は存在していない巨椋池が広がっていたと思われている。
1890年（明治23年）の『測量の仮製図』によると、堀跡と納所集落の東側に土塁が記載されていたが、現在跡地には、宅地化、耕作地、京都市立納所小学校が建っており、唯一妙教寺に石碑が建つのみで、北城堀や小字城堀という地名が僅かにその面影を留めている。淀古城については数多い歴史があるが、近隣の淀城と違って城郭は不明な点が多い。天守に関しても詳細は不明であるが、『駒井日記』には淀古城の天守が存在していた事が記載されている。淀古城が廃城の後、多くの資材は伏見城建築に使用されたようである。またその後淀城築城の際にはその伏見城から資材が流用された。

## 交通のアクセス
- 鉄道でのアクセス
  - 京阪電車 本線 淀駅 → 徒歩約10分
- 車でのアクセス
  - 京滋バイパス 久御山淀IC → 京都府道15号宇治淀線 → 京都府道126号新町淀停車場線 → 京都府道・大阪府道13号京都守口線
  - 近隣に駐車場無し